# Pteronotus quadridens
Pteronotus quadridens — вид рукокрилих родини Mormoopidae.

## Поведінка
Протягом дня спочиває в печерах де утворює скупчення, що містять тисячі особин. Це опортуністичний комахоїдний. Самиці зазвичай народжують одне дитинча; двійня буває вкрай рідко. Вагітні самиці зустрічаються з лютого по червень, найбільше в травні, коли починаються пологи.

## Поширення
Країни поширення: Куба, Домініканська Республіка, Гаїті, Ямайка, Пуерто-Рико.

## Загрози та охорона
Зустрічаються в природоохоронних районах.